# Baron Keith

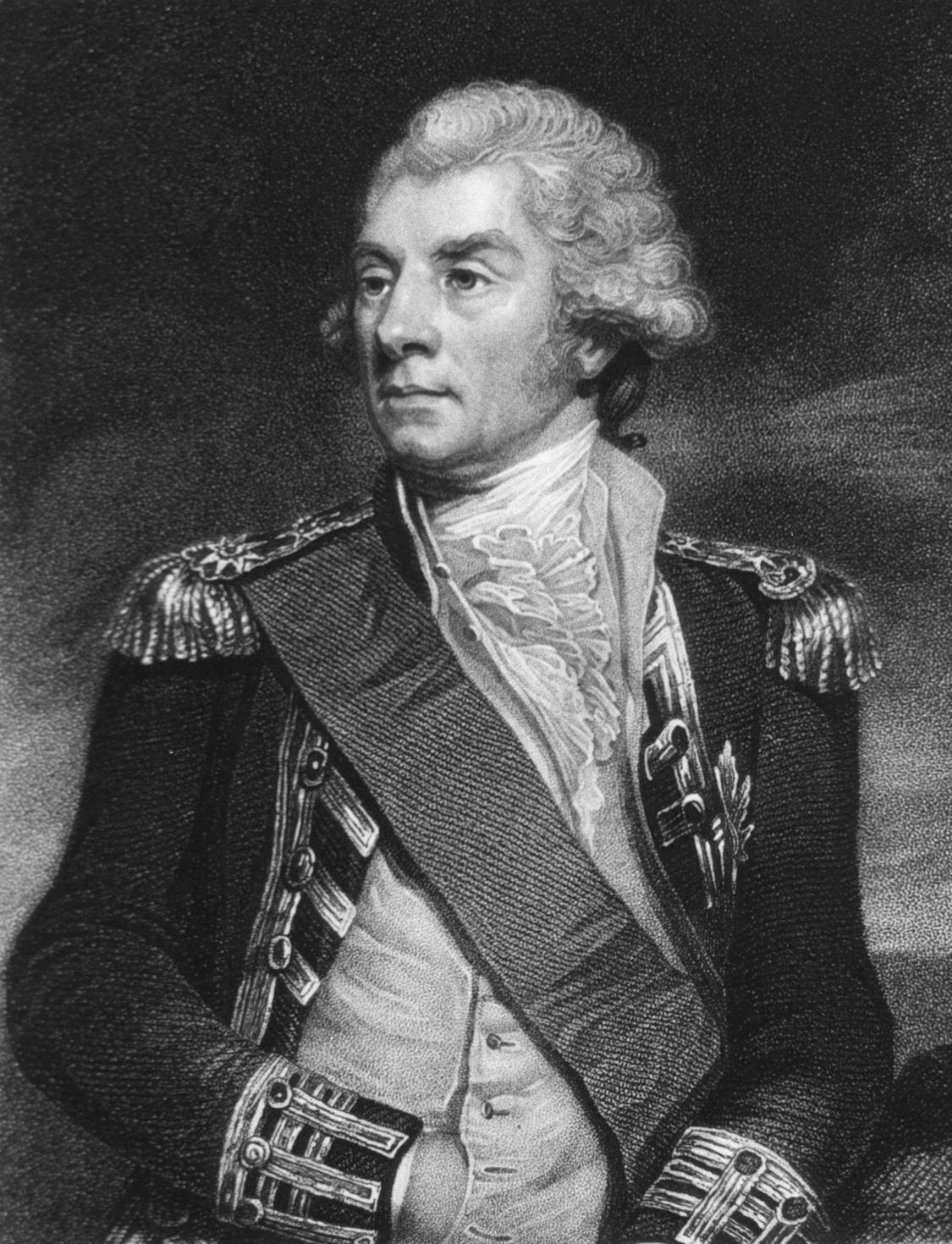
George Elphinstone, 1. Viscount Keith

Baron Keith war ein erblicher britischer Adelstitel, der einmal in der Peerage of Ireland und zweimal in der Peerage of the United Kingdom geschaffen wurde.

## Verleihung und weitere Titel
Alle drei Verleihungen erfolgten an dieselbe Person, nämlich an den Admiral und Unterhausabgeordneten George Elphinstone, einen jüngeren Sohn des 10. Lord Elphinstone.
In erster Verleihung wurde ihm am 16. März 1797 in der Peerage of Ireland der Titel Baron Keith, of Stonehaven Marrischal, verliehen, mit besonderem Vermerk zugunsten seiner Tochter aus erster Ehe und deren männlicher Nachkommen. Am 15. Dezember 1801 wurde er in zweiter Verleihung in der Peerage of the United Kingdom zum Baron Keith, of Stonehaven Marischal in the County of Kincardine erhoben, ohne besondere Vermerke. Am 17. September 1803 wurde ihm in dritter Verleihung in der Peerage of the United Kingdom der Titel Baron Keith, of Banheath in the County of Dumbarton, verliehen, erneut mit besonderem Vermerk zugunsten seiner Tochter aus erster Ehe und deren männlicher Nachkommen. Am 1. Juni 1814 wurde er zudem zum Viscount Keith erhoben.
Als er am 10. März 1823 starb, erloschen die Viscountcy und die Baronie von 1801, die Baronien von 1797 und 1803 fielen an seine Tochter Margaret Keith als 2. Baroness. 1837 erbte sie auch den Titel 7. Lady Nairne. Ihre Baronien Keith erloschen schließlich bei ihrem Tod am 11. November 1867, die Lordship Nairne fiel an ihre Tochter Emily Petty-Fitzmaurice, 8. Lady Nairne.

## Liste der Barone Keith

### Barone Keith, erste und dritte Verleihung (1797/1803)
- George Elphinstone, 1. Viscount Keith, 1. Baron Keith (1746–1823)
- Margaret Elphinstone, 2. Baroness Keith (1788–1867)

### Barone Keith, zweite Verleihung (1801)
- George Elphinstone, 1. Viscount Keith, 1. Baron Keith (1746–1823)